# Jean-Louis Nadal
Pour les articles homonymes, voir Nadal.
Jean-Louis Nadal, né le 25 février 1942 à Sousse (Protectorat français de Tunisie), est un ancien magistrat français, président de la Haute Autorité pour la transparence de la vie publique du 19 décembre 2013 au 19 décembre 2019. Du 20 octobre 2004 au 30 juin 2011 il a été procureur général près la Cour de cassation.
Se définissant « depuis toujours » comme « un homme de gauche », Jean-Louis Nadal s'est engagé publiquement à plusieurs reprises à partir de 2011, après sa retraite de magistrat et une fois délié de l’obligation de réserve, en faveur du Parti socialiste.

## Études supérieures
Il est licencié en droit, diplômé d'études supérieures de droit privé et de droit comparé à la faculté de Toulouse et diplômé de l'institut d'études politiques de Toulouse (promotion 1962).

## Parcours professionnel
Nommé auditeur de justice en 1965, il commence sa carrière de magistrat comme substitut au parquet de Saint-Nazaire en 1970, puis à Nantes (1971/1972) et à Bordeaux (1972/1976).
De 1972 à 1982, il exerce successivement les fonctions de maître de conférences (1972), adjoint au directeur des études (1975), sous-directeur des stages (1977) puis sous-directeur de la formation permanente et spécialisée à l'École nationale de la magistrature. Il est ensuite conseiller technique chargé des questions de nominations dans la magistrature et de l’organisation judiciaire au cabinet du garde des Sceaux, ministre de la Justice Robert Badinter, de 1983 à 1985, puis il occupe les mêmes fonctions auprès de Michel Crépeau de 1985 à 1986.
Il est nommé avocat général près la cour d'appel de Versailles en 1987, puis avocat général à Paris en 1988 avant de devenir en 1989 procureur de la République à Créteil, où il développe les activités de médiation pénale. Procureur général près la cour d'appel de Bastia à partir du 9 janvier 1991, il devient procureur général près la cour d'appel de Lyon en 1992, puis procureur général près la cour d'appel d'Aix-en-Provence en 1996. Le 8 décembre 1997, il est nommé par la garde des Sceaux, ministre de la Justice Élisabeth Guigou, inspecteur général des services judiciaires.
Il est nommé procureur général près la cour d'appel de Paris le 7 mars 2001.
Il est promu procureur général près la Cour de cassation le 20 octobre 2004.
En accord avec le Premier président de l'époque, Guy Canivet, il réorganise le travail du parquet général, fixant la règle selon laquelle les avocats généraux, qui auparavant participaient même aux délibérés, ne sont plus associés à tout le processus d'élaboration de la décision, se conformant ainsi à l'interprétation faite de la Cour européenne des droits de l'homme. Il crée en 2009 le Réseau européen des Parquets généraux près les cours suprêmes, dont il a été le premier président. Sur son impulsion, un premier avocat général est affecté auprès de chaque chambre de la Cour de cassation (décret no 2008-522 du 2 juin 2008 portant refonte de la partie réglementaire du code de l'organisation judiciaire) et les avocats généraux référendaires sont créés (loi organique no 2007-287 du 5 mars 2007 relative au recrutement, à la formation et à la responsabilité des magistrats).
« Par décret du président de la République en date du 4 février 2011, Monsieur Jean-Louis Nadal, procureur général près la Cour de cassation, est admis, par limite d'âge, à faire valoir ses droits à la retraite à compter du 26 février 2011 et maintenu en fonctions jusqu'au 30 juin 2011 », selon le texte publié au JORF.

## Quelques affaires
Au cours de sa carrière de magistrat, Jean-Louis Nadal a eu à gérer plusieurs dossiers sensibles.
En Corse, il est procureur général près la Cour d’appel de Bastia lors de la catastrophe de Furiani et refuse de dépayser la procédure, bien qu’il y ait été encouragé, ayant perçu à quel point il était important de ne pas donner à la population corse le sentiment qu’elle était privée d’une justice la concernant au premier chef.
À la Cour d’appel de Lyon, il gère notamment deux des affaires polico-financières les plus importantes du milieu des années 1990 : l’affaire Botton qui conduira à la mise en cause et à la condamnation du maire de Lyon, Michel Noir; et l’affaire du Dauphiné news impliquant l’ancien maire de Grenoble et ministre de la Communication du Gouvernement d’Edouard Balladur, Alain Carignon.
En 2001, à la Cour d’appel de Paris, Jean-Louis Nadal s’oppose à l’audition de Jacques Chirac dans l’affaire des emplois fictifs à la mairie de Paris (volet SEMPAP), jugeant que le fait d’interroger Jacques Chirac en tant que témoin était « discutable » en ce qu’elle induisait une « mise en cause ». Le 10 octobre 2001, la Cour de cassation confirme que le Président de la République « ne peut, pendant la durée de son mandat, être entendu comme témoin assisté ni être mis en examen, cité ou renvoyé pour une infraction quelconque devant une juridiction pénale de droit commun », précisant ainsi le statut pénal du Président de la République et clôturant le débat constitutionnel et juridique né de sa mise en cause.
En 2009, il prononcera lui-même le réquisitoire du parquet à l’audience de la cour d’assises spéciale anti-terroriste, saisie de l’assassinat du Préfet Erignac.

### Affaire Tapie-Crédit lyonnais
Jean-Louis Nadal a eu à connaitre de l’affaire Tapie-Crédit lyonnais à deux moments de sa carrière. En 2004, avant le procès en appel, il rédige (en tant que procureur général près la Cour d’appel de Paris) une note dans laquelle il explique qu’il n’entend pas s’opposer à la mise en œuvre d’une médiation judiciaire (c’est-à-dire une médiation placée sous le contrôle effectif des juges) souhaitée par l’État. Menée par Jean-François Burgelin, ancien procureur général près la Cour de cassation, celle-ci échoue en avril 2005, sans qu’un accord amiable ne puisse être trouvé entre Bernard Tapie et l’État français.
En 2011, saisi en qualité de procureur général près la Cour de cassation par la Commission des finances de l’Assemblée nationale et plusieurs élus du contentieux lié à l’arbitrage privé rendu en 2008 (mécanisme différent de celui de la médiation car ne relevant pas du judiciaire), il saisit la commission des requêtes de la Cour de justice de la République (CJR) à l’encontre de Christine Lagarde (ministre de l’économie qui a pris la décision de recourir à l’arbitrage en 2007) pour « abus d’autorité » (procédure qui conduira à sa condamnation le 19 décembre 2016).

## Engagement politique
Dans l'exercice de ses fonctions, Jean-Louis Nadal s'est exprimé à plusieurs reprises contre certains propos ou décisions des gouvernements des présidents Jacques Chirac et Nicolas Sarkozy :
En 2006, Jean-Louis Nadal, alors procureur général près la Cour de cassation, se rend au tribunal de Bobigny pour manifester sa solidarité et exprimer son soutien aux magistrats de Bobigny accusés de laxisme par le Ministre de l’intérieur, Nicolas Sarkozy. À la suite de quoi, il est reçu par le président de la République, Jacques Chirac.
Début 2009, lors de l'audience solennelle de rentrée de la Cour de cassation, il critique publiquement la réforme de la justice annoncée par le président de la République, Nicolas Sarkozy, qui prévoit notamment la suppression du juge d'instruction.
Le 7 janvier 2011, lors de l'audience solennelle de rentrée de la Cour de cassation, Jean-Louis Nadal s'en prend, en allusion, selon la presse, au ministre de l'Intérieur Brice Hortefeux, à ceux qui « affich[ent] pour la justice une forme de mépris », et dénonce « les coups portés par ceux qui sont précisément en charge de la faire respecter ». Il appelle à revisiter le statut du ministère public et à « couper tout lien entre l’échelon politique et le parquet pour ce qui concerne les nominations »,.
Après sa retraite de magistrat, Jean-Louis Nadal s’engage politiquement aux côtés de Martine Aubry lors de la primaire présidentielle socialiste de 2011 en lui apportant son soutien public, estimant que les propositions des autres candidats à l'élection présidentielle manquaient d'ambition,,. Sa présence est remarquée lors du dernier meeting à Lille, précédent le premier tour de la primaire.
En 2012, il évoque sa sympathie pour François Hollande et son souhait de le voir gagner.

## Présidence de la commission pour la modernisation de l’action publique
Christiane Taubira, garde des Sceaux, ministre de la Justice, a confié à Jean-Louis Nadal une mission relative à la modernisation de l’action publique. La commission, composée notamment de magistrats, d’universitaires et d’avocats, a été mise en place le 2 juillet 2013 et ses travaux ont débuté le 11 juillet. Elle rend ses conclusions à la garde de Sceaux le 28 novembre 2013.
Dans son rapport, la commission formule 67 propositions s’articulant autour de dix grandes orientations : garantir l'indépendance statutaire du ministère public ; inscrire l'action du ministère public dans un cadre territorial élargi ; donner au ministère public des moyens à la hauteur de son rôle ; redonner du sens et de la lisibilité à la politique pénale ; réaffirmer les missions essentielles du ministère public ; renforcer l'autorité du ministère public sur la police judiciaire ; repenser le traitement des enquêtes ; tendre à une plus grande maîtrise des frais de justice pénale ; moderniser l'organisation et le pilotage des parquets et restaurer l'attractivité des fonctions de magistrat du parquet.

## Présidence de la Haute Autorité pour la transparence de la vie publique
Conformément au dernier alinéa de l'article 13 de la Constitution et à l'article 19 de la loi no 2013-907 du 11 octobre 2013 relative à la transparence de la vie publique, le président François Hollande a proposé le 2 décembre 2013 la nomination de Jean-Louis Nadal pour la présidence de la Haute Autorité pour la transparence de la vie publique : cette proposition a été soumise aux commissions des Lois de l'Assemblée nationale et du Sénat, qui l'ont approuvée le 11 décembre 2013.
Jean-Louis Nadal a été alors nommé par décret du Président de la République, le 19 décembre 2013,,,.
À la tête d’un collège composé de 6 magistrats issus des 3 ordres de juridiction et de 2 personnalités qualifiées, et d’un service composé de 50 agents, il signale au procureur de la République les dossiers de plusieurs personnalités soupçonnées de déclarations mensongères. Le 27 septembre 2017, l’ancienne Ministre déléguée chargée de la francophonie, Yamina Benguigui est définitivement condamnée à deux mois de prison avec sursis, 5 000 € d’amende et 1 an d’inéligibilité. Ont également été condamnés Bruno Sido, sénateur de la Marne, Josette Pond, députée du Var, Lucien Degauchy, député de l’Oise, et Serge Dassault, sénateur de l’Essonne.
Il intervient également régulièrement dans les médias pour vulgariser, auprès de l'opinion publique, le travail de l'institution qu'il préside et les règles relatives à la transparence de la vie publique qui imposent des exigences renforcées de probité pour les plus hauts responsables politiques et administratifs français.
Lors de l'affaire Fillon début 2017, il est accusé par Bernard Debré, député de Paris et soutien de François Fillon d'être impliqué dans le déclenchement de la campagne médiatique contre le vainqueur des primaires de droite,. Questionné au sujet du cabinet noir de l’Élysée, Jean-Louis Nadal choisit de ne pas prendre part à la polémique et de laisser la Justice établir la vérité des faits.
En 2017, en tant que Président de la Haute Autorité pour la Transparence de la Vie Publique, il ne décèle pas d'éléments problématiques dans la déclaration de patrimoine d'Emmanuel Macron, sur une saisine de l'association Anticor.
Durant son mandat, la justice a été saisie 73 fois.
Jean-Louis Nadal quitte ses fonctions le 19 décembre dans un contexte où la HATVP décide de saisir la justice pour les manquements de Jean-Paul Delevoye dans sa déclaration d'intérêts. Son successeur, Didier Migaud est nommé officiellement par le Conseil des Ministres le 15 janvier 2020.

## Distinction
- Commandeur de la Légion d'honneur depuis le 14 juillet 2006[33]
- Grand officier de l'ordre national du Mérite depuis le 15 mai 2015[34]